# Robidnice in maline
Robidnice in maline je zbirka 100 epigramov Miroslava Košute. Delo je leta 1983 v Trstu izdalo Založništvo tržaškega tiska.

## Vsebina
Epigrami v zbirki opisujejo pojave in ljudi v Trstu, Ljubljani in svetovni politiki. Košuta jih opisuje prizadeto in zajedljivo. Zbirka je nastajala od šestdesetih let dalje. Kljub dvajsetletnemu razponu tvorijo epigrami organsko celoto.